# Fulco Pratesi
Fulco Pratesi (Roma, 6 settembre 1934 – Roma, 1º marzo 2025) è stato un ambientalista, giornalista e politico italiano, fondatore del WWF Italia, di cui è stato presidente onorario.

## Biografia

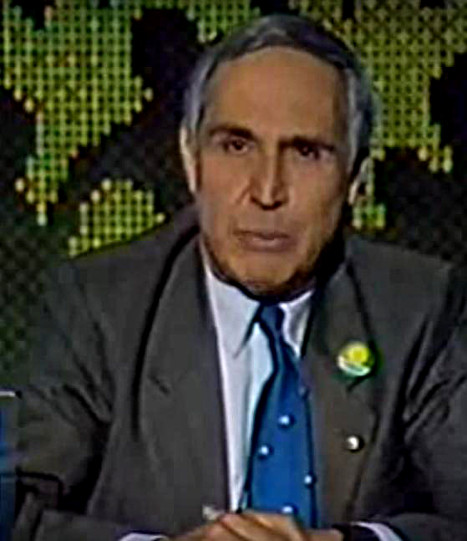
Fulco Pratesi durante una tribuna elettorale del 1992.

Nato in una famiglia di remota origine aristocratica, si laureò in architettura nel 1960; dopo essersi reso conto dei danni all'ambiente che molti colleghi architetti perpetravano, abbandonò la professione attiva di architetto urbanista per dedicarsi alla protezione della natura e al giornalismo, contribuendo personalmente alla nascita di un movimento ambientalista.
Pratesi fu inoltre noto come illustratore e pittore acquerellista; i suoi soggetti erano perlopiù animali, piante e ambienti naturali. Come ha spesso detto (e come scriveva sul sito del WWF), prima di "convertirsi" all'ambientalismo fu anche un cacciatore:
In me era nato un sogno: proteggere gli animali, gli ambienti, fare qualcosa per costruire un mondo di armonia tra uomo e natura...»
(Fulco Pratesi, La mia vita con gli orsi, WWF Italia.)
Nel 1966 fondò l'Associazione Italiana per il World Wildlife Fund (vecchio acronimo del WWF), oggi nota come WWF Italia, ne diventò vicepresidente nel 1970 e poi presidente dal 1979 al 1992 e dal 1998 al 2007. Dal 1975 al 1980 fu anche presidente della LIPU (Lega Italiana Protezione Uccelli).
Come giornalista è stato specializzato in argomenti ambientalistici e naturalistici, ha collaborato, per molti anni, con il Corriere della Sera, L'Espresso e numerose riviste del settore. È stato iscritto dal 1971 al 2025 come giornalista pubblicista all'Ordine dei Giornalisti del Lazio. Ha diretto la storica rivista del WWF Italia, Panda, nata come bollettino dell'Associazione (1966) e oggi testata giornalistica. Ha diretto per molti anni la rivista per ragazzi L'Orsa.
Ha curato, insieme a Franco Tassi, le Guide alla Natura d'Italia (Arnoldo Mondadori Editore), e ha scritto, tra l'altro, Clandestini in Città (Mondadori), Esclusi dall'Arca (Mondadori), Il Mondo della Palude (Rizzoli), I Cavalieri della Grande Laguna (Rizzoli), Natura in Città (Rizzoli), Taccuini Naturalistici (Giorgio Mondadori), Un cane (Salani), Storia della Natura d'Italia (Editori Riuniti), ed altri. Molti di questi volumi sono stati illustrati da lui stesso.
Ha progettato numerosi parchi nazionali e riserve naturali in Italia e all'estero. Ha rappresentato l'associazione Italia Nostra, di cui è stato dal 1970 al 1980 consulente per i problemi ecologici, nella Commissione Conservazione Natura del Consiglio Nazionale delle Ricerche dal 1966 al 1972. È stato membro della Consulta per la Difesa del Mare e del Consiglio Nazionale dell'Ambiente.
Dall'aprile 1992 al marzo 1994 è stato deputato nel Parlamento italiano nel gruppo dei Verdi, durante la fase "riformista" del partito (allora guidato da Carlo Ripa di Meana). Il 25 novembre 1994 viene insignito dal Presidente della Repubblica Oscar Luigi Scalfaro dell'onorificenza di Grande Ufficiale dell'Ordine al Merito della Repubblica. Alta onorificenza che si somma al titolo Knight of the Order of the Golden Ark assegnatagli dal governo olandese. Dal marzo 1995 al 2005 ha ricoperto la carica di Presidente del Parco Nazionale d'Abruzzo e dal 1998 è stato rieletto Presidente del WWF Italia. Dal settembre 1997 al marzo 2025 è stato garante del lettore del mensile Modus vivendi, diretto prima da Marco Gisotti e poi da Antonio Barone.
Nel 2004 la Corte dei Conti, sezione giurisdizionale della Regione Abruzzo ha condannato l'ex direttore del Parco Nazionale d'Abruzzo, Franco Tassi, nel frattempo rimosso dall'incarico, ad un risarcimento danni. Il processo era scaturito da alcune denunce relative all'aumento degli stipendi dei dirigenti, all'apertura di una sede a New York, all'affitto di abitazioni del parco in favore dei dirigenti. Nello stesso processo Fulco Pratesi è stato assolto.
Nel 2007, allo scadere del suo mandato come presidente del WWF Italia, Pratesi rimane nell'associazione come presidente onorario, Presidente del Comitato Scientifico WWF Oasi, direttore responsabile della rivista Panda. Nel 2017 gli viene dedicato un nuovo ibrido di orchidea spontanea trovato nel Salento, chiamato Ophrys × pratesii. La nuova orchidea è un raro ibrido tra la Ophrys lupercalis e la Ophrys lojaconoi. Il 20 luglio 2020, l'Università di Palermo ha conferito a Fulco Pratesi la Laurea Magistrale honoris causa in Biodiversità e Biologia Ambientale. È docente al corso per Manager della Biodiversità insieme a Jared Diamond e altri esperti presso l'European Institute of Innovation for Sustainability (EIIS) di Roma. Nel 2023 realizzò con Mario Gomboli il cartone dello Zecchino d'Oro 2023 I numeri.
Fulco Pratesi era molto legato al promontorio dell'Argentario, dove possedeva una residenza dal 1963.
(Fulco Pratesi)
Pratesi è morto il 1° marzo 2025, all’età di 90 anni, durante un ricovero in una clinica romana.

## Vita privata
Pratesi ebbe quattro figli. Sopravvisse cinque mesi senza la moglie Fabrizia, deceduta il 4 ottobre 2024. Era particolarmente affezionato a Robin, il suo cagnolino, che morì pochi giorni prima di lui.